# BlackCoin
BlackCoin (от англ. black— «черный» и coin — «монета») пиринговая электронная платёжная система, использующая одноимённую криптовалюту, которую также называют альтернативной цифровой (виртуальной) валютой. Принцип работы сети в определенной степени схож с другой криптовалютой Bitcoin, и заключается в использовании открытого и децентрализованного журнала операций — блокчейна, иными словами «цепочки блоков».
BlackCoin является системой с открытым исходным кодом, был создан русским разработчиком Rat4 (Павел Васин), с тем чтобы продемонстрировать, что отказ от принципа «доказательства выполнения работы» (PoW) не является критичным для стабильности и безопасности криптовалюты. BlackCoin обеспечивает работу своей сети посредством так называемой «чеканки монет», основанной на доказательстве доли владения (англ. Proof-of-Stake / PoS). Пользователям достаточно держать включённой программу BlackCoin на компьютере любой производительности, что обеспечивает доход, пропорциональный балансу кошелька (около 1 % годовых). Количество операций с BlackCoin значительно выше по сравнению с другими цифровыми валютами, и с момента запуска BlackCoin не покидает Топ-20 лучших цифровых валют по объёмам рыночной капитализации. В августе 2014 года сервис обмена альтернативных криптовалют Bittrex запустил специализированный рынок, позволив пользователям покупать другие криптовалюты с использованием BlackCoin.

## Доказательство доли
Принцип «доказательства доли» имеет ряд преимуществ по сравнению с принципом «доказательства выполнения работы». Время каждого подтверждения транзакции BlackCoin составляет меньше минуты, что значительно быстрее 10 минут у Биткойн. Доказательство доли обеспечивает защиту протокола BlackCoin посредством децентрализованного процесса «форжинга», в то время как Биткойн использует процесс майнинг, который считается весьма затратным и энергоёмким. В ходе разработки проекта BlackCoin форжинг был оптимизирован в целях усиления безопасности.

## Коммерческое использование
В июне 2014 года BlackCoin был добавлен в аппаратные возможности платежных терминалов Coinkite. Терминал Coinkite по функционалу весьма похож на терминалы для работы с дебетовыми картами, используемыми в розничной торговле. Терминалы оплаты Coinkite устанавливаются по всему миру, кроме того, рекламное агентство Max Borges стало первой компанией, получившей оплату за свои услуги в BlackCoin.

## Мультипул
Мультипул BlackCoin объединяет аппаратные возможности членов BlackCoin-сообщества в целях майнинга других цифровых валют. Затем эти альткоины обмениваются на биткойны, которые обмениваются на BlackCoin для выплаты участникам. Сам BlackCoin не может генерироваться посредством майнинга, поскольку базируется на принципе «доказательства доли». Таким образом, BlackCoin использует собственный мультипул, в том числе в качестве оружия девальвации других альтернативных криптовалют.